# Stenobracon clarus
Stenobracon clarus är en stekelart som beskrevs av Chishti och Donald L.J. Quicke 1996. Stenobracon clarus ingår i släktet Stenobracon och familjen bracksteklar. Inga underarter finns listade i Catalogue of Life.